# مدى صوتي

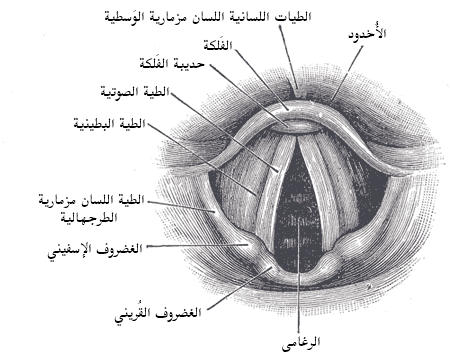

'المدى الصوتي هو مقياس لحدة الصوت، يحدد الطبقات الصوتية للإنسان ويميز بينها. تطبيقه شائع في مجال الغناء وقليل في اللغويات، والصوتيات، وعلم أمراض النطق واللغة؛ الذي يدرس نغمات اللغات وبعض أنواع الاضطرابات الصوتية.
عازف منفرد [عدل | تحرير التعليمات البرمجية ]
من عصر الباروك، والتخصص وبراعة من العازفون المنفردون صوت لم تتوقف أبدا أن ينمو على مر القرون. تصنف العازفون المنفردون أساسا وفقا ل ارتفاع النسبي ل صوتهم، مقارنة مع أنواع أخرى صوت.
صفات صوتا، وخفة الحركة له، وحجم، والسرعة، وأقل اعتمادا على المهارات وردت عند الولادة، وهذا من التمارين العمل والتدريب التي يؤديها المغني.
نكون حذرين للتمييز، من جهة، ومجموعة، وهو ما يعني تنفيذ كافة الملاحظات بسهولة عن طريق مغنية، من ناحية أخرى، فإن مجموعة صخبا، مما يعني أن المدى الكامل لل صوت، والتي، بالإضافة مجموعة، عددا من «تصنيف استثنائية» في الحادة أو الشديدة، أن المغني قد يصدر سعر جهدا خاصا.
أصوات النساء والأطفال [عدل | تحرير رمز ]
النساء والأطفال، وهناك ثلاث فئات الصوتية رئيسية هي:
السوبرانو التي تطابق الأصوات الأكثر TESSITURA الإناث (وبالتالي كل الأصوات)؛
و ميزو سوبرانو، ومتوسط المدى؛
و رنان - أو الكمانات - صوت أخطر (نادرة جدا).
أصوات الذكور [عدل | تحرير التعليمات البرمجية ]
الرجال، أربع فئات متميزة:
countertenors ، وذلك باستخدام تقنية عالي الطبقة - عالي الطبقة أو - في الدلائل، وذلك أساسا في الموسيقى الباروكية. تنقسم هذه الفئة، على مبدأ تصنيف الإناث في السوبرانو و contraltiste . (هذا النوع من صوت نادر جدا)
الفترات الزمنية، أكبر أصوات الذكور في صوت الصدر.
في جعبته الباروك الفرنسي، ودعا عالية ضد التينور الذي يستخدم أحيانا صوت عالي الطبقة أو رئيس ل حادة أو حادة. اليوم، وغالبا ما يتم الخلط بين مصطلح «سلبيات العالية» و " countertenor "؛ ومع ذلك، إذا كان نطاق هذه نوعين الصوتية تلبية كثير من الأحيان التقنيات الصوتية لديهم مختلفة.
الباريتون في المدى المتوسط. بل هو نوع شائع جدا من الصوت لأنه هو الأقرب إلى صوت يتحدث؛
وبالتالي، أكثر جدية جميع الأسر معا - باس، أصوات الذكور الأكثر خطورة.
موجودة حتى بداية القرن العشرين فئة خامسة: عربات اليد. هذه الممارسة، الشائعة في فترة الباروك - خصوصا في إيطاليا - بعد أن حرمت من الوظائف التالية هي الآن التي يتم إجراؤها الآن مقلدي المطربين أو countertenors .
التصنيفات المحتملة الأخرى [عدل | تحرير التعليمات البرمجية ]
الفروق الأخرى، متفاوتة في مختلف البلدان، عصور والملحنين أو الدلائل، تضاف أحيانا إلى تصنيف أعلاه.
خفة الحركة وفقا لهجة، ويمكن تصنيفها إلى ثلاث فئات رئيسية صوت: «صوت النور» - الأخف وزنا والأكثر سرعة مناسبة - «صوت الأوبرا» - وسيطة بين فئة فرعية السابقة والقادمة - و «صوت دراماتيكية» - أحلك وأكثر كامل الجسم، ولكن أقل نشاطا. ومن الشائع للصوت ضوء بعض الملاحظات إضافية في ثلاثة أضعاف، في حين صوت الدرامية غالبا ما يكون امتدادا ل سجل ل القبر. وتستخدم على نطاق واسع هذه التقسيمات في السوبرانو، ميزو سوبرانو والمدد.
نقول، على سبيل المثال، ودور الكونت المافيفا - في أوبرا حلاق إشبيلية من قبل روسيني - يتطلب صوت «التينور ضوء»؛ دور دون جوزيه - في أوبرا كارمن التي كتبها بيزيه - يتطلب صوت «التينور الغنائي»؛ دور فلورستان - في أوبرا فيديليو بيتهوفن - يتطلب صوت «التينور الدرامي» أو «فحوى قوية.»
على الطوابع، ويمكن أن تؤخذ بعين الاعتبار الميزات الأخرى في تصنيف أنواع الصوت: «لون» - صوت واضح وصوت الظلام - في «حجم» - الأصوات قليلا، صوت ضخمة - «سمك» - صوت رقيق، صوت سميكة - و «الأسنان» - صوت بلا نغمة وصوت نابض بالحياة.
وفقا ل القوة النسبية، يمكننا تصنيف صوت التالي، عن طريق زيادة كثافة.
«أصوات صغيرة» أقل من 80 ديسيبل.
«صوت لائق» 80 إلى 90 ديسيبل.
في «أوبريت صوت» 90-100 ديسيبل.
«صوت من أوبرا هزلية» من 100-110 ديسيبل.
«صوت أوبرا» من 110-120 ديسيبل.
في «الأوبرا صوت كبير» أكثر من 120 ديسيبل.
جوقة صوت [عدل | تحرير التعليمات البرمجية ]
في جوقة أو جوقة، وتنقسم المغنين عادة إلى عدة لوحات.
مثل هذا التوزيع هو أكثر الإحالة بين مكاتب مختلفة، والتوزيع الحقيقي لل أجزاء المقابلة الصوتية على وجه التحديد ل نطاق كل chorister . ومع ذلك، قدر الإمكان، يتم وضعها على أعلى صوت في مكاتب عالية، وأدنى صوت في مكاتب شديدة.
تسمية مكاتب مختلفة تستأنف إلى حد كبير العازفون المنفردون الصوتية تصنيف، في البلدان الفرنكوفونية، ومع ذلك، يتم استخدام كلمة «ألتو» بدلا من كلمة «رنان»، الذي سوف تترافق مع صوت عازف منفرد.
وبالتالي، تبعا لارتفاع وأصوات النساء والأطفال إلى فئتين كبيرتين على الدرجة: السوبرانو - الأكثر الحاد - والفيولا - أخطر. معظم الحادة - أخطر - التينور والباس: بنفس الطريقة، وفقا لارتفاع، واحدة أصوات الذكور في الفئة فئتين رئيسيتين.
في لوحة واحدة، فإنه قد يحدث أن الوظائف يتم تكرار - أو الفجوة - لوحة فرعية الأول الذي يحتوي على أكثر من الأصوات الحادة لوحة، والثاني، وصوت أكثر خطورة. ولذلك نقول - والحاد إلى القبر -: السوبرانو الأولى، السوبرانو الثانية، الخ . بخصوص مكتب من الكمانات، غالبا ما تسمى سابقا ميزو سوبرانو، والثواني، فقط ALTI . وبالمثل، فيما يتعلق مكتب المنخفض، والسابق غالبا ما تسمى باريتون، والثواني، فقط باس .
مثال على توزيع الأصوات، والحاد إلى القبر في جوقة مختلطة - وهذا هو القول، وجوقة مؤلفة من الرجال والنساء - لمدة أربعة أصوات:
السوبرانو 1 (أو السوبرانو الأولى)
السوبرانو 2 (أو السوبرانو الثانية)
التوس 1 (ميزو سوبرانو أو)
التوس 2 (أو التوس)
مطربو التينور 1 (أو المدد الأول)
2 المدد (أو التينور الثاني)
منخفضة 1 (أو باريتون)
2 منخفضة (أو انخفاض)
تمديد صوت الكلاسيكية [عدل | تحرير التعليمات البرمجية ]
في العصور الوسطى، وبلغ متوسط حجم الصوت - كما كان مطلوبا من قبل أقسام - ليس كثيرا فوق اوكتاف . وهناك مجموعة من خمسة خطوط لتغطية مجموعة وصخبا من تسعة الملاحظات، واختيار المفتاح الصحيح وبالتالي تسهيل القراءة، وتجنب استخدام خطوط إضافية فوق أو تحت النطاق. وبالتالي، في هذا الوقت، واختيار مفتاح العزم، ليس نوع الصوت، ولكن مجموعة بسيطة المقابلة ل مجموعة الصوتية مثل جزء الموسيقية. المصطلحات - العلوي، التينور، البص، الخ . - في الواقع يعني وظيفة محددة في المبنى مجسمة وليس «نوع الصوت» صحيح، وأنه سيكون في وقت لاحق في فترة الباروك والفترة الكلاسيكية .
منذ عصر النهضة، ومع ذلك، يتم بدء تغيير في العازفون المنفردون . يتم إجراء العديد من التطورات التقنية في مجال صخبا، وربما يحفزه على النجاح المتزايد من الأنواع الموسيقية مثل مادريجال والأوبرا. تسبب هذه الحركة تطورا من البراعة والأهم من ذلك، على تمديد تدريجي لل مجموعة الصوتية لمختلف أنواع الصوتية. ويمكن اعتبار فقط من الفترة الكلاسيكية، ونطاق المعتاد من صوت منفرد هو اثنين أوكتافات . ليس من غير المألوف للمغنين يتجاوز بعض الملاحظات التي تستند تسجيل في باس أو ثلاثة أضعاف، وسوف الملحنين لا يحرم نفسه لكتابة أجزاء ل صوت معين الموهوبين بصورة استثنائية في هذا المجال . يقال، على سبيل المثال، ومجموعة صخبا من بولين Viardot ، المغني الشهير من القرن التاسع عشر، والتي تغطي أكثر من ثلاثة أوكتافات .
الرسم البياني أدناه يبين مجموعة من الأنماط الصوت الرئيسي للموسيقى الكلاسيكية. يجب أن يكون من الواضح أنها نسبية . يحتوي هذا التوزيع حتما عنصرا التعسفي، ويرجع ذلك إلى عدة عوامل . أولا، قد تقلبت تواتر الشوكة الرنانة إلى حد كبير على مر العصور - وبالتالي، في الملعب، أيضا. ينبغي أن تؤخذ في الاعتبار ثم غموض في المصطلحات معينة، فإنه يختلف حسب البلد والملحنين والأنماط الموسيقية، الخ . أخيرا، يمكن أن أنواع صوت لا تتطابق تماما مع الأصوات الفردية من المطربين، حتى لو كانت العازفون المنفردون الشهير، ونماذج مثالية هي فقط المرتبطة الوظائف والدلائل المحددة .
الترقيم [عدل | تحرير التعليمات البرمجية ]
يتم التمييز من قبل أوكتافات الترقيم . يعطي الاتفاقية الفرنسية عدد 3 في هرتز 440، A3 الرمز . في هذا النظام، ويلاحظ هرتز 220 LA2 . التحول اوكتاف هو من تأليف أعلى ؛ ونحن ننتقل من B2 إلى C3 .
هذا الترقيم يختلف بين البلدان. في الولايات المتحدة، وأشار إلى A3 A4 (أكثر وحدة واحدة). ويستخدم هذا المعيار في برامج تحرير والتأليف الموسيقي الأكثر شعبية. لديك ألمانيا وبريطانيا أيضا نظام ترقيم خاص بهم (انظر الرسم البياني أدناه)